# Karim Eddafi
Karim Eddafi (né le 3 juin 1983 à Kénitra) est un footballeur marocain. Il évolue au poste de milieu de terrain.

## Biographie
Formé au sein du KAC de Kénitra, Karim Eddafi réussit la montée avec son club en GNF 1 durant la saison 2001/2002, mais durant l'été il est transféré au club émirati du Sharjah SC où il réussit à marquer 12 buts durant cette saison.
Après deux saisons passées à l'Union de Touarga, il reviendra au KAC en fin de 2005, et réussira de nouveau la montée avec le club en première division en 2007.
En 2007/2008, il est l'un des meilleurs éléments du KAC en championnat, et ça lui vaudra en avril 2008, sa première sélection avec l'Équipe Nationale du Maroc (A'), en vue d'affronter l'Algérie en éliminatoires de la CHAN 2009.
En janvier 2009, Karim Eddafi est prêté au club saoudien d'Al Hazm pour une durée de 4 mois et pour un montant de 150 000 $, avant d'être transféré au club soudanais d'Al Merreikh durant l'été 2009.
En 2010, il retourne au Maroc et s'engage en faveur du Kawkab de Marrakech.
Puis en 2012 après deux saisons au Kawkab de Marrakech, il est enfin transféré dans son club formateur qu'est le KAC de Kénitra.

## Carrière
- 2001-2002 :  KAC de Kénitra
- 2002-2003 :  Sharjah SC
- 2003-2005 :  Union de Touarga
- 2005-2009 :  KAC de Kénitra
- 2009-2009 :  Al Hazm
- 2009-2010 :  Al Merreikh
- 2010-2011 :  Kawkab de Marrakech
- Depuis 2002 :  KAC de Kénitra[1]

## Palmarès
- 2002 : Champion du Maroc de D2 avec le KAC de Kénitra
- 2003 : Vainqueur de la Coupe des Émirats arabes unis avec le Sharjah SC
- 2007 : Vice-champion du Maroc de D2 avec le KAC de Kénitra